# Charles Cestre
Charles Cestre, né le 9 mai 1871 à Tonnerre (Yonne) et mort le 18 novembre 1958 à Saint-Florentin (Yonne), est un angliciste français.  

## Biographie
Charles Cestre effectue ses études à la faculté des lettres de Paris, de 1890 à 1895. Il est licencié en lettres en 1893, agrégé d'anglais en 1895 et obtient une bourse d'études à Harvard pour deux ans (de 1896 à 1898). Il complète un master of arts en 1896, puis un doctorat en lettres en 1906.
La carrière académique de Charles Cestre débute par divers postes en tant que professeur de lycée, de 1898 à 1906. En 1906, il accède au poste de maître de conférences à la faculté des lettres de Lyon. Puis, en 1909 il rejoint la faculté des lettres de Bordeaux en qualité de professeur de langue et littérature anglaises. Sa carrière le porte ensuite, en 1918, à un poste de chargé de cours de littérature et civilisation américaines à la faculté des lettres de Paris (Sorbonne). Toujours dans cette même faculté, il sera successivement professeur sans chaire (1923) puis professeur de littérature et civilisation américaines (1927). Il est admis à la retraite en 1941.
Charles Cestre intervient également en tant que conférencier de l'Alliance française en Écosse (1908) et aux États-Unis (1918 et 1926). Il est aussi professeur d'échange à l'université de Saint-Andrews (Écosse, 1914), à Harvard (1918), et en Californie (1920, 1922, 1926) ; à l'université du Wisconsin (1922), du Michigan (1926), ou encore de l'Illinois (1926). 
Charles Cestre dirige la partie américaine de la Revue anglo-américaine et collabore activement à diverses revues : Revue germanique, Revue du mois, Revue critique, Grande Revue, Revue politique et parlementaire, Revue des cours et conférences, Annales de l'Université de Paris, Revue anglo-américaine, Harvard Graduated Magazine, Yale Review, Survey, Saturday Review of literature, ou encore la Vie des peuples.

## Œuvres
Auteur de nombreuses traductions d'ouvrages anglophones (Carson Mac Cullers, Charles Dickens, Herman Melville, Nathaniel Hawthorne, etc), Charles Cestre est également l'auteur de plusieurs ouvrages, parmi lesquels figurent : 
- La Révolution française et les poètes anglais, thèse de doctorat (1906)
- John Thelwall, democrat, thèse complémentaire (1906)
- Bernard Shaw et son œuvre (1912)
- Le Latin et les humanités modernes (1912)
- Le Vocabulaire des langues étrangères et la formation de l'esprit (1912)
- L'Angleterre et la guerre (1915), prix Audiffred
- France, England and European Democracy (1917)
- Production industrielle et justice sociale aux États-Unis (1921)
- L'Usine et l'Habitation ouvrière aux États-Unis (1921)
- The Ideals of France (1922)
- L’Œuvre poétique d'Amy Lowell (1925)
- Anthologie de la littérature américaine (1926)
- Les États-Unis (1929)
- An introduction to Edwin Arlington Robinson (1930)
- La Réhabilitation de Edgar Poe (1933)
- Les Vontes de Hawthorne, traduction, introduction, notes (1934)
- La Littérature américaine, Paris, Armand Colin (1945)
- Dictionnaire français-anglais (1947)
- Les Poètes américains (1948)
- Grammaire complète de la langue anglaise avec Marguerite Dubois (1949)

## Distinctions
Charles Cestre est chevalier de la Légion d'honneur. Il est également docteur honoris causa de l'université de Saint-Andrews (Écosse), de l'université de Californie, du Lafayette College (Easton, États-Unis), et membre honoraire du Phi Bêta Kappa (chapitre de l'université du Wisconsin).